# Пиньейру-де-Кожа
Пиньейру-де-Кожа (порт. Pinheiro de Coja)  —  район (фрегезия) в Португалии,  входит в округ Коимбра. Является составной частью муниципалитета  Табуа. Находится в составе крупной городской агломерации Большая Коимбра. По старому административному делению входил в провинцию Бейра-Алта. Входит в экономико-статистический  субрегион Пиньял-Интериор-Норте, который входит в Центральный регион. Население составляет 372 человека на 2001 год. Занимает площадь 12,32 км².